# Inktstaaf

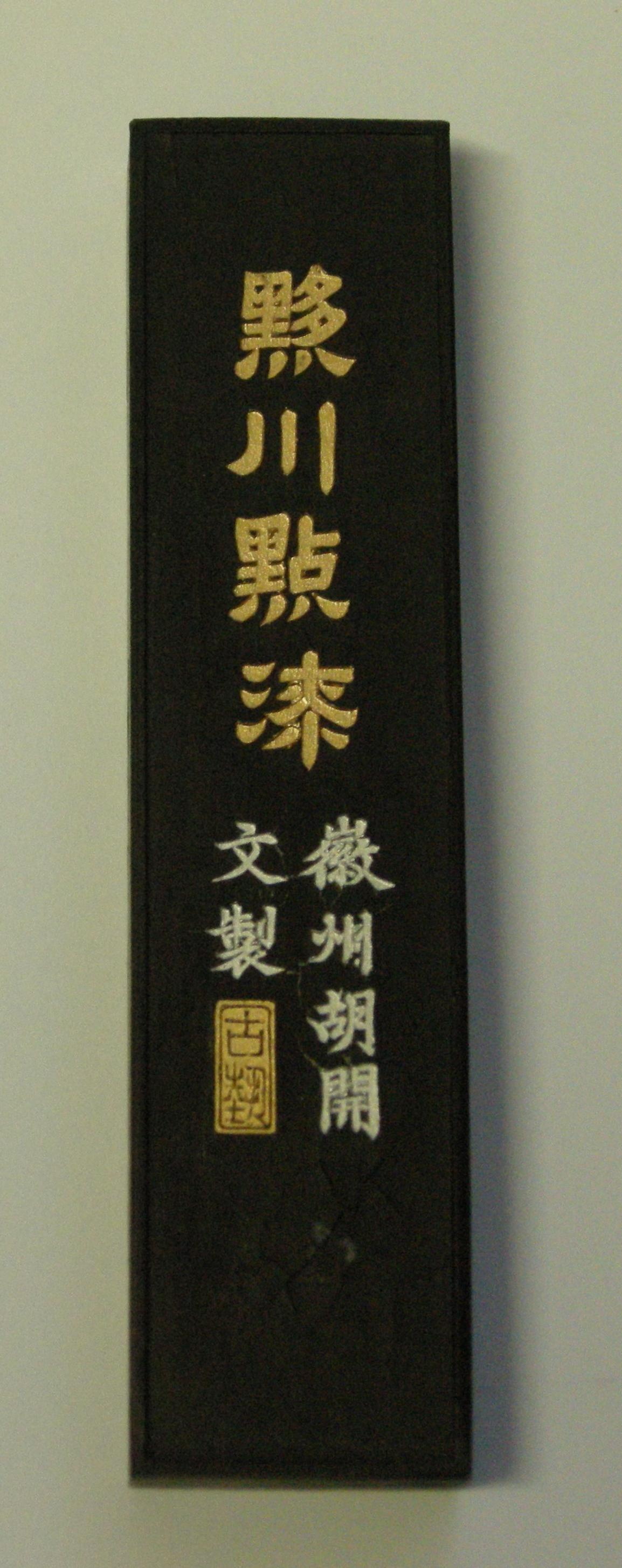
Inktstaaf

Een inktstaaf (Mandarijn: 墨; Pinyin: mò; Japans: 墨 sumi; Koreaans: 먹 meog) is een gebruiksvoorwerp dat wordt gebruikt in de Oost-Aziatische kalligrafie. De inktstaaf is een van de vier schatten van de studeerkamer en wordt als een gebruiksvoorwerp maar eveneens als een decoratief sieraad beschouwd. Een inktstaaf wordt gebruikt om kalligrafeerinkt te maken. Op het schuurvlak van een inktsteen dient een kleine hoeveelheid water te worden gedruppeld, hierna dient met een inktstaaf te worden geschuurd over het schuurvlak waardoor deeltjes van de inktstaaf zich met het water vermengen en zo inkt vormen. Doordat met een inktstaaf telkens relatief kleine hoeveelheden inkt worden gemaakt en de inkt ook altijd met de hand wordt gemaakt is de consistentie nooit gelijk.

## Fabricage
Inktstaven worden gefabriceerd in diverse vormen, afmetingen en kleuren. Doorgaans wordt een inktstaaf gefabriceerd van een mengeling van roet (verkregen uit verbrand hout of reuzel) en beenderlijm, soms zijn hier nog toevoegingen aan gedaan zoals wierook of andere geurdragers. Inktstaven zijn ook gekleurd in diverse kleuren, maar zwart blijft toch de meest gebruikte kleur.